# Nehtaur
Nehtaur é uma cidade  no distrito de Bijnor, no estado indiano de Uttar Pradesh.

## Demografia
Segundo o censo de 2001, Nehtaur tinha uma população de 44,301 habitantes. Os indivíduos do sexo masculino constituem 52% da população e os do sexo feminino 48%. Nehtaur tem uma taxa de literacia de 49%, inferior à média nacional de 59.5%: a literacia no sexo masculino é de 54% e no sexo feminino é de 44%. Em Nehtaur, 18% da população está abaixo dos 6 anos de idade.